# Fontanka, Odesa
Fontanka (în ucraineană Фонтанка) este localitatea de reședință a comunei Fontanka din raionul Odesa, regiunea Odesa, Ucraina.

## Demografie
Componența lingvistică a comunei Fontanka
     Ucraineană (66,5%)
     Rusă (31,79%)
     Alte limbi (0,97%)
Conform recensământului din 2001, majoritatea populației comunei Fontanka era vorbitoare de ucraineană (66,5%), existând în minoritate și vorbitori de rusă (31,79%).